# Sant Pèire Viala
Sant Pèire Viala (en francès Saint-Pierreville) és un municipi francès situat al departament de l'Ardecha i a la regió d'Alvèrnia-Roine-Alps. L'any 2007 tenia 508 habitants.

## Demografia

### Població
El 2007 la població de fet de Saint-Pierreville era de 508 persones. Hi havia 189 famílies de les quals 67 eren unipersonals (32 homes vivint sols i 35 dones vivint soles), 67 parelles sense fills, 47 parelles amb fills i 8 famílies monoparentals amb fills.
La població ha evolucionat segons el següent gràfic:
Habitants censats

### Habitatges
El 2007 hi havia 402 habitatges, 197 eren l'habitatge principal de la família, 172 eren segones residències i 33 estaven desocupats. 328 eren cases i 70 eren apartaments. Dels 197 habitatges principals, 136 estaven ocupats pels seus propietaris, 50 estaven llogats i ocupats pels llogaters i 11 estaven cedits a títol gratuït; 4 tenien una cambra, 14 en tenien dues, 56 en tenien tres, 55 en tenien quatre i 68 en tenien cinc o més. 109 habitatges disposaven pel capbaix d'una plaça de pàrquing. A 107 habitatges hi havia un automòbil i a 64 n'hi havia dos o més.

### Piràmide de població
La piràmide de població per edats i sexe el 2009 era:
| Homes | Edats   | Dones |
| ----- | ------- | ----- |
| 0     | 95 o +  | 4     |
| 4     | 90 a 94 | 20    |
| 8     | 85 a 89 | 24    |
| 4     | 80 a 84 | 20    |
| 16    | 75 a 79 | 32    |
| 8     | 70 a 74 | 8     |
| 12    | 65 a 69 | 8     |
| 16    | 60 a 64 | 12    |
| 20    | 55 a 59 | 12    |
| 8     | 50 a 54 | 12    |
| 12    | 45 a 49 | 8     |
| 32    | 40 a 44 | 20    |
| 8     | 35 a 39 | 24    |
| 16    | 30 a 34 | 16    |
| 8     | 25 a 29 | 8     |
| 0     | 20 a 24 | 0     |
| 12    | 15 a 19 | 24    |
| 8     | 10 a 14 | 16    |
| 36    | 5 a 9   | 16    |
| 8     | 0 a 4   | 4     |

## Economia
El 2007 la població en edat de treballar era de 255 persones, 184 eren actives i 71 eren inactives. De les 184 persones actives 168 estaven ocupades (83 homes i 85 dones) i 16 estaven aturades (7 homes i 9 dones). De les 71 persones inactives 36 estaven jubilades, 14 estaven estudiant i 21 estaven classificades com a «altres inactius».

### Ingressos
El 2009 a Saint-Pierreville hi havia 194 unitats fiscals que integraven 402 persones, la mediana anual d'ingressos fiscals per persona era de 14.672 €.

### Activitats econòmiques
Dels 20 establiments que hi havia el 2007, 1 era d'una empresa extractiva, 1 d'una empresa alimentària, 3 d'empreses de fabricació d'altres productes industrials, 5 d'empreses de construcció, 4 d'empreses de comerç i reparació d'automòbils, 1 d'una empresa de transport, 4 d'empreses d'hostatgeria i restauració i 1 d'una entitat de l'administració pública.
Dels 8 establiments de servei als particulars que hi havia el 2009, 1 era una oficina d'administració d'Hisenda pública, 1 gendarmeria, 1 oficina de correu, 1 paleta, 3 fusteries i 1 lampisteria.
Dels 4 establiments comercials que hi havia el 2009, 1 era una fleca, 2 carnisseries i 1 un drogueria.
L'any 2000 a Saint-Pierreville hi havia 38 explotacions agrícoles que ocupaven un total de 975 hectàrees.

## Equipaments sanitaris i escolars
El 2009 hi havia 2 escoles elementals.

## Poblacions més properes
El següent diagrama mostra les poblacions més properes.